# Liste der Monuments historiques in Saint-Julien (Vosges)
Die Liste der Monuments historiques in Saint-Julien führt die Monuments historiques in der französischen Gemeinde Saint-Julien auf.

## Liste der Immobilien
| Bezeichnung      | Beschreibung                                | Standort                  | Kennzeichnung | Schutzstatus | Datum | Bild |
| ---------------- | ------------------------------------------- | ------------------------- | ------------- | ------------ | ----- | ---- |
| Kirche St-Julien | aus dem 16. Jahrhundert                     | Rue de l’Église (Lage)    | PA00107287    | Classé       | 1908  |      |
| Wohnhaus         | ehemaliges Gerichtsgebäude, bezeichnet 1551 | 60 rue de l’Église (Lage) | PA00107288    | Classé       | 1929  |      |

## Liste der Objekte
| Bezeichnung                   | Beschreibung                                                                         | Standort                       | Kennzeichnung | Schutzstatus | Datum | Bild |
| ----------------------------- | ------------------------------------------------------------------------------------ | ------------------------------ | ------------- | ------------ | ----- | ---- |
| Retabel des Hauptaltars       | Holz, vergoldet, 18. Jahrhundert                                                     | in der Kirche St-Julien (Lage) | PM88000862    | Classé       | 1957  |      |
| Skulptur Unterweisung Mariens | Holz, farbig gefasst und vergoldet, 18. Jahrhundert                                  | in der Kirche St-Julien (Lage) | PM88000866    | Classé       | 1967  |      |
| Nikolausaltar                 | Altartisch, Retabel und Gemälde; Holz, farbig gefasst und vergoldet, 18. Jahrhundert | in der Kirche St-Julien (Lage) | PM88000863    | Classé       | 1967  |      |
| Skulptur Madonna mit Kind     | Holz, vergoldet, 18. Jahrhundert                                                     | in der Kirche St-Julien (Lage) | PM88000865    | Classé       | 1967  |      |
| Kirchenfenster                | im Chorraum; 16. Jahrhundert                                                         | in der Kirche St-Julien (Lage) | PM88000861    | Classé       | 1906  |      |
| Retabel und zwei Skulpturen   | Holz, farbig gefasst und vergoldet, 18. Jahrhundert                                  | in der Kirche St-Julien (Lage) | PM88000864    | Classé       | 1967  |      |